# Боулдер (округ, Колорадо)
Шаблон:StateAbbr_ 40°05′ пн. ш. 105°22′ зх. д. / 40.09° пн. ш. 105.36° зх. д.
Округ Боулдер (англ. Boulder County) — округ (графство) у штаті Колорадо, США. Ідентифікатор округу 08013.

## Історія
Округ утворений 1861 року.

## Демографія
За даними перепису 
2000 року 
загальне населення округу становило 291288 осіб, зокрема міського населення було 264155, а сільського — 27133.
Серед мешканців округу чоловіків було 147264, а жінок — 144024. В окрузі було 114680 домогосподарств, 68787 родин, які мешкали в 119900 будинках.
Середній розмір родини становив 3,03.
Віковий розподіл населення поданий у таблиці:
| Стать    | До 15 років | 15-21 | 22-29 | 30-39 | 40-49 | 50-65 | 65-85 | Понад 85 |
| -------- | ----------- | ----- | ----- | ----- | ----- | ----- | ----- | -------- |
| Чоловіки | 28289       | 18102 | 21520 | 24338 | 25237 | 20353 | 8625  | 800      |
| Жінки    | 27487       | 16425 | 17943 | 23278 | 25320 | 20326 | 11156 | 2089     |

## Суміжні округи
- Ларімер — північ
- Велд — схід
- Брумфілд — південний схід
- Джефферсон — південь
- Гілпін — південь
- Гранд — захід

## Виноски
1. ↑  U.S. Decennial Census. United States Census Bureau. Архів оригіналу за 26 квітня 2015. Процитовано 7 червня 2014.
2. ↑  Historical Census Browser. University of Virginia Library. Архів оригіналу за 11 серпня 2012. Процитовано 7 червня 2014.
3. ↑  Population of Counties by Decennial Census: 1900 to 1990. United States Census Bureau. Архів оригіналу за 31 липня 2014. Процитовано 7 червня 2014.
4. ↑  Census 2000 PHC-T-4. Ranking Tables for Counties: 1990 and 2000 (PDF). United States Census Bureau. Архів оригіналу (PDF) за 18 грудня 2014. Процитовано 7 червня 2014.
5. ↑  State & County QuickFacts. United States Census Bureau. Архів оригіналу за 7 липня 2011. Процитовано 7 червня 2014. [Архівовано 2011-07-07 у Wayback Machine.](англ.) Наведено за англійською вікіпедією.
6. ↑  American FactFinder. Бюро перепису населення США. Архів оригіналу за 26 лютого 2012. Процитовано 31 січня 2008. [Архівовано 2008-05-21 у Wayback Machine.]

| США | Це незавершена стаття з географії США. Ви можете допомогти проєкту, виправивши або дописавши її. |